# Valter Bombassei
Valter Bombassei (Auronzo di Cadore, 27 maggio 1965) è un giocatore di curling italiano, atleta della squadra di serie A del Curling Club 66 Cortina.
Iniziata la sua carriera sportiva con il Curling Club Auros, sempre di Auronzo di Cadore, vise tre titoli italiani tra il 1993 e il 1996 insieme a Diego Bombassei, Davide Zandegiacomo e l'olimpionico Gianpaolo Zandegiacomo. La squadra rimase pressoché inalterata per più di dieci anni, ed entrò a far parte della nazionale ottenendo grandi risultati in campo internazionale, grazie anche all'atleta svizzero Claudio Pecha, che skippava la squadra nazionale.
A seguito della fusione di tutti i curling club di Auronzo di Cadore nel Curling Club Tre Cime, Valter si ritrovò in questo club dove gioca tuttora. Nel 2006 vinse il Campionato italiano misto di curling, cosa che gli permise di partecipare lo stesso anno al Campionato europeo misti di curling, dove vinse una medaglia d'argento. Questo rimane il miglior risultato dell'Italia agli europei misti, nonché il miglior risultato dell'atleta.
Nella stagione 2008/2009 Valter ha vinto due medaglie di bronzo: una al campionato italiano assoluto di curling, ed una al campionato italiano misto di curling. Nella stagione 2009/2010 riconferma il bronzo nel campionato italiano misto di curling, nella stagione 2010/2011 vince il campionato italiano misto di curling qualificandosi per i campionati europei misti di curling. Dalla stagione 2011 gioca con il Curling Club 66 Cortina, con cui vince l'argento al campionato italiano assoluto di curling nel 2013.
In totale Valter ha preso parte ad un campionato mondiale di curling disputato a Hamilton, in Canada, nel 1996; a sette campionati europei: Leukerbad 1993, Sundsvall 1994, Grindelwald 1995, Copenaghen 1996, Flims 1998, Grindelwald 2002 e Sofia 2004 oltre a due campionati europei misti: Claut 2006 e Copenaghen 2011.